# (2817) Perec
(2817) Perec es un asteroide perteneciente al cinturón de asteroides, descubierto el 17 de octubre de 1982 por Edward Bowell desde la Estación Anderson Mesa (condado de Coconino, cerca de Flagstaff, Arizona, Estados Unidos).

## Designación y nombre
Designado provisionalmente como 1982 UJ. Fue nombrado Perec en honor al escritor francés Georges Perec.